# علیرضا احمدی
علیرضا احمدی Alireza Ahmadi  بازیکن و مربی  بسکتبال با ویلچر ایرانی است. به او لقب‌هایی چون «نخستین لژیونر بسکتبال با ویلچر ایران» و «امتیازآورترین بازیکن تیم بسکتبال با ویلچر ایران» و «علی دایی ورزش‌های معلولین» داده‌اند. علیرضا احمدی اولین لژیونر بسکتبال با ویلچر و ورزش‌های معلولین ایران و یکی از بهترین شوتزنهای سه امتیازی تاریخ پارالمپیک می‌باشد.

## زندگی
احمدی متولد ۳ مرداد سال ۱۳۵۶ در شهر زنجان در یک خانواده متوسط و پرجمعیت است، فعالیت ورزشی خود را در سال ۱۳۷۱ شروع کرد. از سال ۱۳۷۵ در تیم‌های ملی جوانان و بزرگسالان بسکتبال با ویلچر حضور داشته و در سال ۱۳۸۱ بعنوان بهترین بازیکن قاره آسیا و اقیانوسیه برگزیده شد. از سال ۱۳۸۲ در لیگ حرفه‌ای سری آ ایتالیا در باشگاه‌های میلان و بندر تورس و ایالت لاتزیو ایتالیا بوده علیرضا احمدی در اوایل سال ۲۰۱۳ میلادی به دعوت تیم بیلبائو اسپانیا عازم این کشور شد که تجربه‌ای جدید برای این بازیکن بسکتبال با ویلچر ایرانی می‌باشد، در سال ۲۰۱۴ بسکتبالیست با ویلچر ایرانی دوباره به یکی از تیم ایتالیایی پیوست تا خاطرات جدیدی در این تیم برای خود بسازد بعد از یکسال بازی در تیم ساساری دوباره به اسپانیا برگشت و در تیم ختافه، مادرید اشتغال یافت. علیرضا بعد از سال ۲۰۱۶ به هامبورگ آلمان مهاجرت کرد و همکنون بعنوان بازیکن و سرمربی تیم هامبورگ آلمان اشتغال دارد.

## افتخارات
حضور در ۲ دوره مسابقات پارالمپیک آتن ۲۰۰۴ و پکن۲۰۰۸، کاپیتان تیم ملی ایران در مسابقات پارا المپیک پکن و جام جهانی ۲۰۱۴ اینچئون کره جنوبی، قهرمان بازی‌های آسیایی مالزی سال ۲۰۰۶، نایب قهرمان مسابقات منطقه‌ای داروین استرالیا، قهرمان مسابقات منطقه‌ای آفریقا در ژوهانسبورگ آفریقای جنوبی، مدال برنز مسابقات پاراآسیایی ۲۰۱۴ اینچئون کره جنوبی، کسب سهمیه پارالمپیک ریو ۲۰۱۶ در ژاپن، و بیش از ده‌ها قهرمانی در مسابقات و تورنمت‌های بین‌المللی در کارنامه این ورزشکار معلول ایرانی می‌باشد. قهرمان سوپر جام باشگاه‌های ایتالیا و لیگ قهرمانان اروپا با تیم میلان ایتالیا و ختافه اسپانیا از افتخارات باشگاهی او است.

## باشگاه‌ها
- زنجان
- دانشگاه آزاد[۴]
- میلان Cantu ایتالیا[۵]
- پیام اصفهان
- بندر تورس ایتالیا
- لاتزیو(Rieti) ایتالیا
- بیلبائو اسپانیا
- ساساری ایتالیا
- ختافه اسپانیا
- پیام اصفهان
- هامبورگ آلمان
- سرمربی تیم بسکتبال با ویلچر هامبورگ از سال ۲۰۱۹
- سرمربی تیم ملی بسکتبال با ویلچر لتونی برای مسابقات قهرمانی اروپا 2024